# Волфганг I фон Лихтенщайн
Волфганг I фон Лихтенщайн-Николсбург (на немски: Wolfgang I von Liechtenstein-Nikolsburg; * 1473; † 1520) е благородник от род Лихтенщайн, господар на замък Лихтенщайн в Долна Австрия и Николсбург в Чехия.

## Произход
Той е големият син на имперския съветник имперския съветник Кристоф III фон Лихтенщайн († 1506) и първата му съпруга с неизвестно име. Баща му Кристоф III се жени втори път 1473 г. за Амалия фон Щархемберг (1471 – 1502).
Брат му Леонхард (1482 – 1534) става лутеранец. Сестра му Регина († 1496) е омъжена за Мартин (Михаел) фон Полхайм († 1498).
- Замък Лихтенщайн, Долна Австрия
- Дворец Микулов/Николсбург

## Фамилия
Волфганг I фон Лихтенщайн-Николсбург се жени 1498 г. за графиня Геновева фон Шаунберг († 1519), внучка на Йохан I фон Шаунберг († 1453), дъщеря на граф Улрих III фон Шаунберг († 1484), главен маршал в Щирия, ландес-хауптман в Крайна, и фрайин Маргарета фон Крайг († 1492). Te имат 4 деца:
- Йохан VI фон Лихтенщайн (* 1500; † 17 юни 1552), имперски съветник, става лутеранец, женен I. 1535 г. за Анна фон Лихтенщайн, дъщеря на имперския генарал Георг VI фон Лихтенщайн-Щайерег (1480 – 1548) и Магдалена фон Полхайм († сл. 1522); II. 1543 г. за Естер фон Дитрихщайн (* 4 юли 1525; † 20 февруари 1597), дъщеря на 1. фрайхер Зигмунд фон Дитрихщайн († 1533), императорски съветник, наследствен „мундшенк“ в Херцогство Каринтия, хауптман в Херцогство Щирия и щатхалтер на Вътрешна Австрия, и фрайин Барбара фон Ротал в Талберг († 1550), извънбрачна дъщеря на император император Максимилиан I фон Хабсбург (1459 – 1519) и Маргарета фон Рапах († 1522); има общо 9 деца
- Волфганг II/Волф Кристоф фон Лихтенщайн (* 1511; † 1553/85), женен за графиня Катарина фон Ламберг († сл. 1567)
- Маргарета фон Лихтенщайн (* 1502)
- Барбара фон Лихтенщайн (* 1514; † 1554), омъжена 1534 г. за Йохан фон Пуххайм